# 11955 Russrobb
11955 Russrobb eller 1994 CA1 är en asteroid i huvudbältet som upptäcktes den 8 februari 1994 av den kanadensiska astronomen David D. Balam vid Dominion-observatoriet. Den är uppkallad efter astronomen Russell M. Robb.
Asteroiden har en diameter på ungefär 3 kilometer.